# Dydnia (gmina)

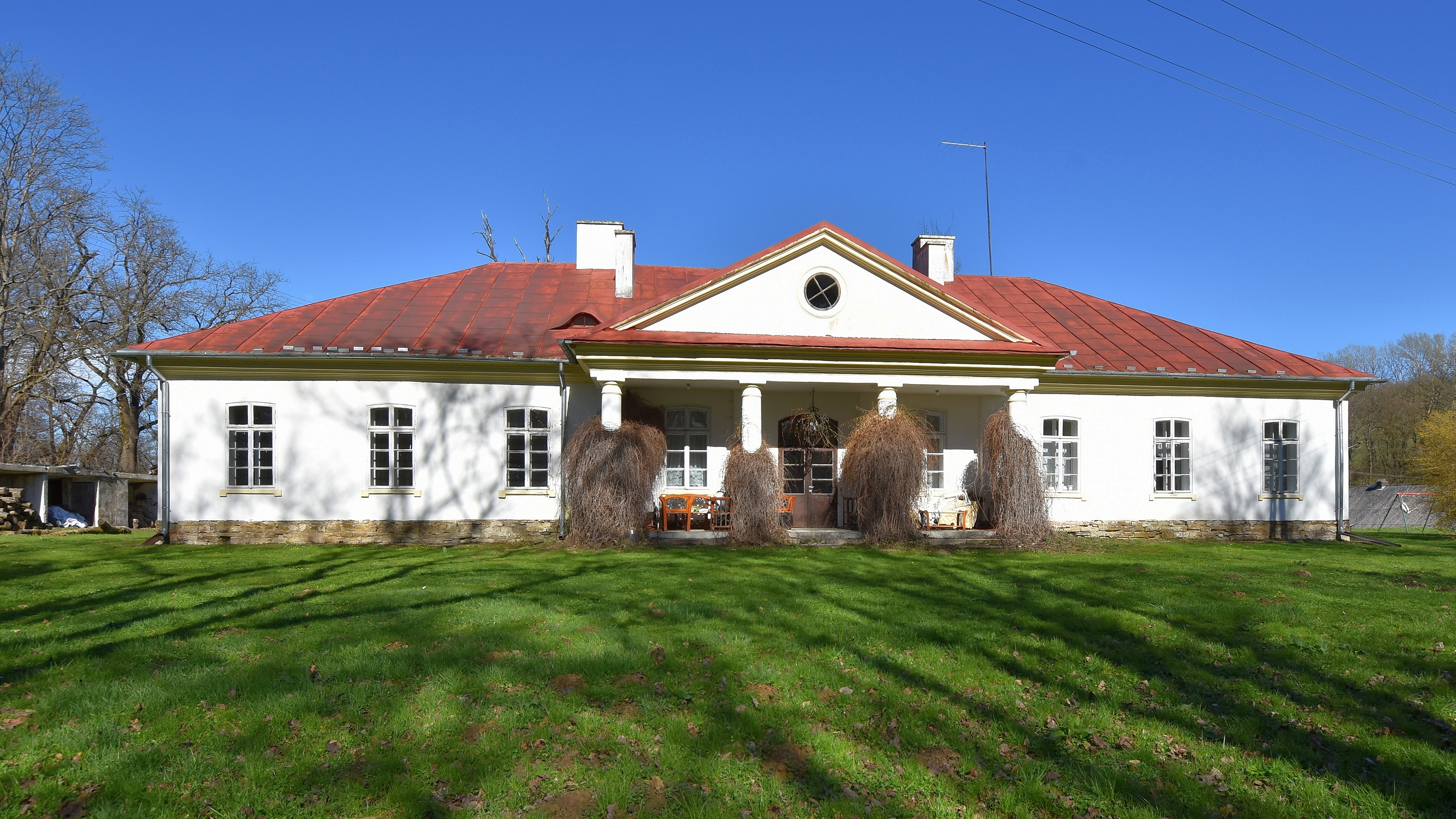
Zabytkowy dwór w Końskiem

Dydnia – gmina wiejska w województwie podkarpackim, w powiecie brzozowskim. W latach 1975–1998 gmina położona była w województwie krośnieńskim.
Siedziba gminy to Dydnia.

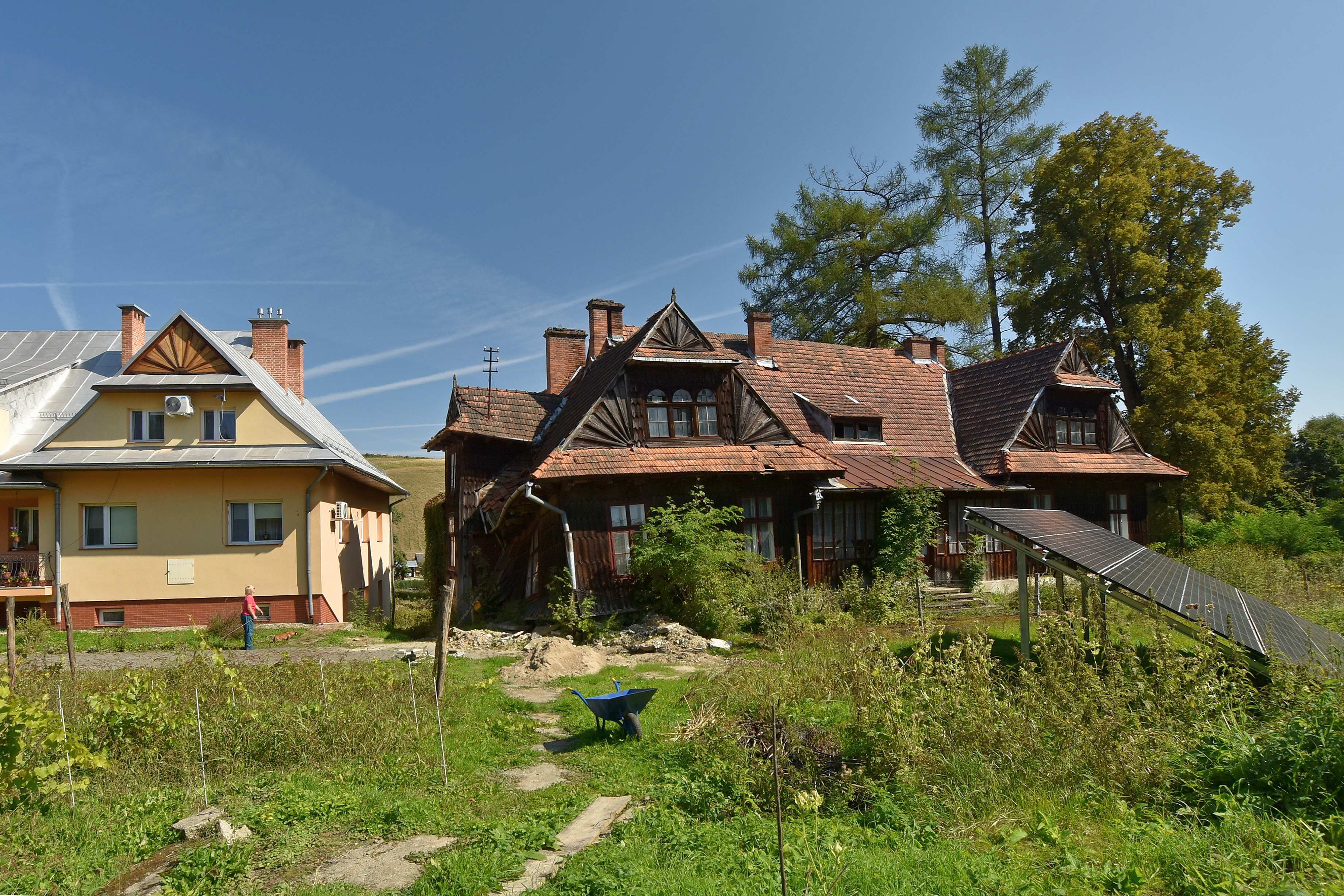
Zabytkowa plebania w Dydni

Według danych z 30 czerwca 2004 gminę zamieszkiwało 8259 osób. Natomiast według danych z 31 grudnia 2017 roku gminę zamieszkiwało 7978 osób.

## Historia
Na początku 1939 tytułami honorowego obywatelstwa gminy zostali wyróżnieni: Ignacy Mościcki, Edward Śmigły-Rydz, Felicjan Sławoj Składkowski, Eugeniusz Kwiatkowski.
2 lipca 1976 do gminy Dydnia włączono sołectwa Grabówka, Jabłonka i Niebocko ze zniesionej gminy Grabownica Starzeńska.

## Struktura powierzchni
Według danych z roku 2002 gmina Dydnia ma obszar 130,02 km², w tym:
- użytki rolne: 52%
- użytki leśne: 39%

Gmina stanowi 24,06% powierzchni powiatu.

## Demografia

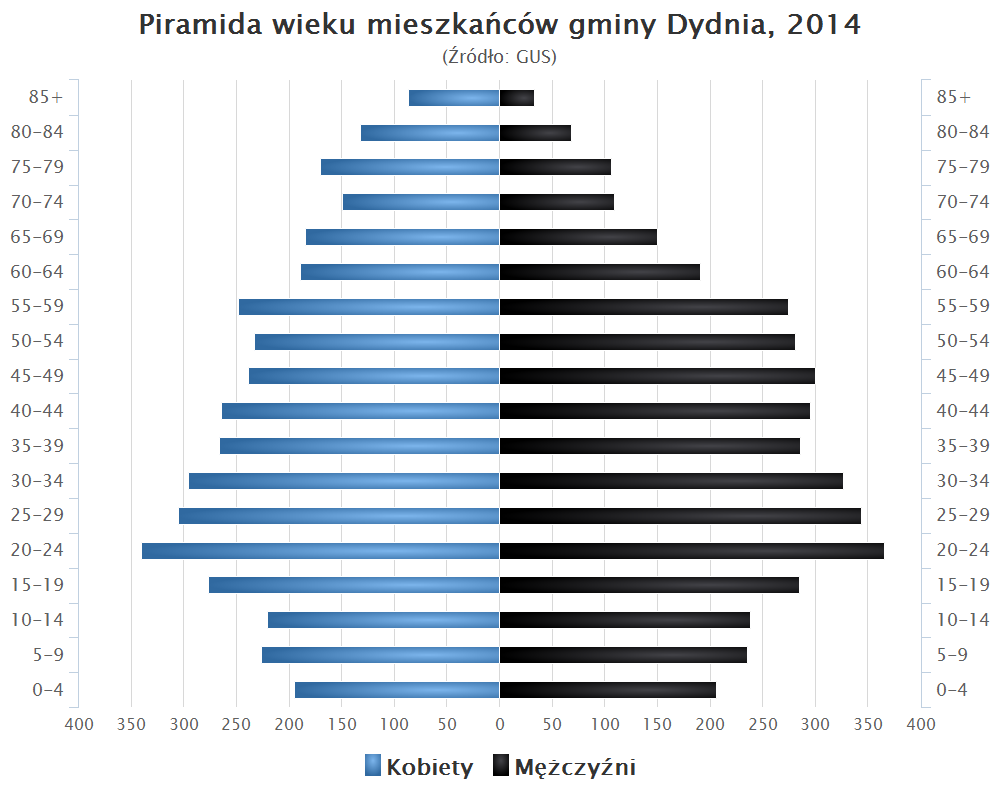
Piramida wieku mieszkańców gminy Dydnia w 2014 roku

Dane z 31 grudnia 2017 roku.
| Opis                              | Ogółem | Ogółem | Kobiety | Kobiety | Mężczyźni | Mężczyźni |
| --------------------------------- | ------ | ------ | ------- | ------- | --------- | --------- |
| jednostka                         | osób   | %      | osób    | %       | osób      | %         |
| populacja                         | 7 978  | 100    | 3 949   | 49,5    | 4 029     | 50,5      |
| gęstość zaludnienia (mieszk./km²) | 62     | 62     | 30      | 30      | 32        | 32        |

## Historia
Dydnia dzieliła się na dwie części D. Dolna i D. Górna. Pierwsze wzmianki z roku 1361 Dydnia, Dedna 1407, 1872 Dednia. Parafia łacińska obejmowała swoim historycznym zasięgiem miejscowości:
Falejówka, Jabłonka, Jabłonica Ruska, Końskie, Krzemienna, Krzywe, Raczkowa, Temeszów, Witryłów, Wydrna

## Sołectwa
Dydnia, Grabówka, Jabłonka, Końskie, Krzemienna, Krzywe, Niebocko, Niewistka, Obarzym, Temeszów, Ulucz, Witryłów, Wydrna.
Miejscowość bez statusu sołectwa: Jabłonica Ruska, Hroszówka

## Sąsiednie gminy
Bircza, Brzozów, Nozdrzec, Sanok